# Investigation Discovery
Investigation Discovery (også kendt som ID.) er en kabeltv-kanal der er ejet af Discovery, Inc. Kanalen viser programmer med kriminelle undersøgelser, primært drabsundersøgelser, og andre krimi-relaterede dokumentarer.